# Limbach-Oberfrohna
Limbach-Oberfrohna település Németországban, azon belül Szászország tartományban. Lakosainak száma 23 923 fő (2023. december 31.).

## Népesség
A település népességének változása:
| Lakosok száma | 27 056 | 24 066 | 24 029 | 23 688 | 23 833 | 23 923 |
|               | 2014   | 2017   | 2019   | 2021   | 2022   | 2023   |